# Maisoncelles (Haute-Marne)
Maisoncelles ist eine französische Gemeinde mit 58 Einwohnern (Stand 1. Januar 2022) im Département Haute-Marne in der Region Grand Est. Sie gehört zum Kanton Poissons und zum Arrondissement Chaumont. 

## Geografie
Die Gemeinde Maisoncelles liegt in einem kleinen Seitental der oberen Maas in der Landschaft Bassigny, etwa auf halbem Weg zwischen Chaumont und Vittel. Sie ist umgeben von folgenden Nachbargemeinden:
| Vroncourt-la-Côte |                                             | Levécourt |
| Audeloncourt      | Kompassrose, die auf Nachbargemeinden zeigt | Levécourt |
|                   | Audeloncourt                                |           |

## Bevölkerungsentwicklung
| Jahr                       | 1962 | 1968 | 1975 | 1982 | 1990 | 1999 | 2008 | 2019 |
| -------------------------- | ---- | ---- | ---- | ---- | ---- | ---- | ---- | ---- |
| Einwohner                  | 102  | 87   | 85   | 81   | 64   | 62   | 59   | 61   |
| Quellen: Cassini und INSEE |      |      |      |      |      |      |      |      |